# Lucanus masumotoi ogakii
Lucanus masumotoi ogakii es una subespecie de Lucanus masumotoi, coleóptero de la familia Lucanidae.

## Distribución geográfica
Habita en Taiwán (China).